# Simpsonichthys harmonicus
Simpsonichthys harmonicus är en fiskart som beskrevs av Costa 2010. Simpsonichthys harmonicus ingår i släktet Simpsonichthys och familjen Rivulidae. Inga underarter finns listade i Catalogue of Life.